# 枫泾消防纪念塔
30°53′30″N 121°00′37″E / 30.89160°N 121.01037°E
枫泾消防纪念塔，位于中华人民共和国上海市金山区枫泾镇枫思路51号北侧。是一个古建筑、上海市文物保护单位。

## 沿革
宣统三年（1911年）正月初六夜晚，西门外陶行桥吴万和商店失火，西永安救火会挑水工陈小弟和线业公所救火会挑水工池木生，在救火时被倒墙压死。民国十五年4月（1926年），松江救火联合会为追记陈、池二人功绩，特建“陈小弟池木生纪念塔”。之后改名为“枫泾救活联合会亡故同志纪念塔”。2014年，入选上海市文物保护单位。